# Aareknie Wolfwil-Wynau

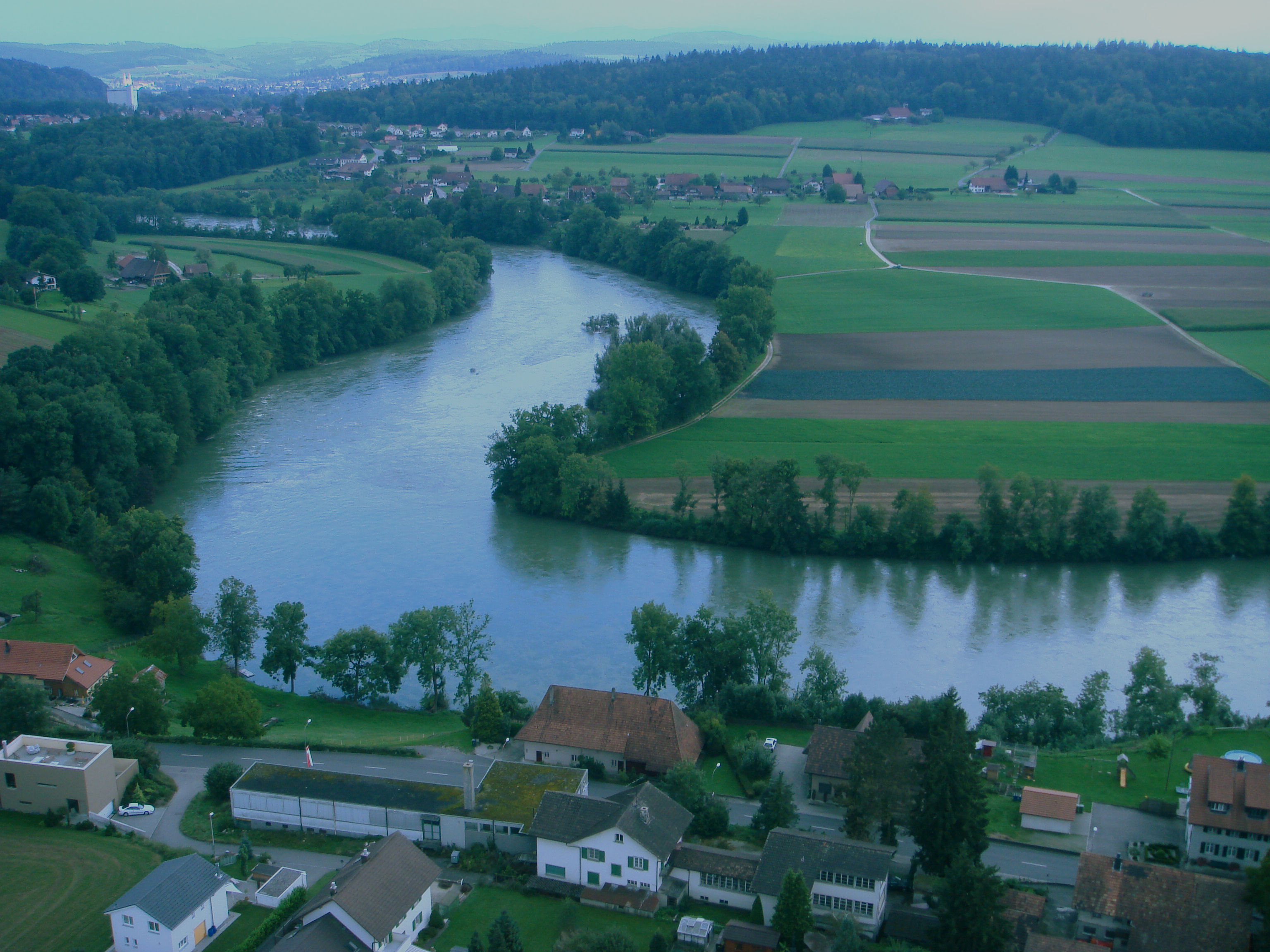
Flussknie der Aare von Nordwesten

Das Aareknie Wolfwil-Wynau ist ein Abschnitt im Lauf der Aare im Schweizer Mittelland. Das Areal mit einer Fläche von 110 Hektaren liegt in den Kantonen Bern und Solothurn und ist als wertvolles Flussgebiet im Bundesinventar der Landschaften und Naturdenkmäler von nationaler Bedeutung (BLN) aufgeführt und seit 1996 durch das Bundesgesetz über das Inventar der Landschaften und Naturdenkmäler von nationaler Bedeutung geschützt.
Das Landschaftsschutzgebiet mit der BLN-Objekt Nummer 1319 ist eine besonders wichtige Naturlandschaft innerhalb des Smaragdgebiets Oberaargau.

## Geografie
Das im BLN definierte Areal Aareknie Wolfwil-Wynau umfasst die Landschaft in der Flussniederung an der etwa vier Kilometer langen Flussstrecke zwischen dem Kraftwerk Wynau und der Kantonsgrenze zwischen Bern und Aargau bei Murgenthal. Ausser dem Fluss selbst, der in diesem Abschnitt eine Breite von durchschnittlich 100 Metern hat und auf der Höhe von etwa 400 m ü. M. liegt, gehören auch Flächen an beiden Ufern zum Landschaftsschutzgebiet. Die Kantonsgrenze Bern-Solothurn verläuft in der Mitte des Flusses. Auf der Südseite, also auf der rechten Seite der Aare, liegen im Gebiet der bernischen Gemeinde Wynau die Feldfluren Lammere, Grossacher, Hinderfeld, Cheerächer und Ortenacher, das bewaldete Ufergebiet im Aarebord, die Gebäudegruppe um die historische Kirche von Wynau, der steile Abhang im Chellebode und ein schmaler Uferstreifen neben der Neumatt bis zur Mündung der Murg in die Aare im Perimeter der BLN-Landschaft.
Auf der linken Seite des Flusses, also nördlich vom Flussbett, hat die solothurnische Gemeinden Wolfwil einen Anteil am Schutzgebiet. Bei der Siedlung Fahr südlich des Ortszentrums von Wolfwil bietet eine Fähre die Möglichkeit, den Fluss zu überqueren. Die Fähre von Wolfwil besteht seit dem späten Mittelalter. Östlich davon steht beim alten Dorfkern die Gebäudegruppe der ehemaligen Mühle von Wolfwil, die auf eine herrschaftliche Lehenmühle des Mittelalters zurückgeht. Auf der unteren Schotterterrasse von Wolfwil wurden Quellbäche gefasst und als Mühlebach zum alten Wasserwerk geleitet. Der heute grösstenteils eingedolte Bach war der einzige nennenswerte Zufluss zur Aare im Gebiet am Aareknie, weil das Niederschlagswasser sonst an den meisten Stellen im Kiesboden zum Grundwasserstrom der Aare hin versickert.

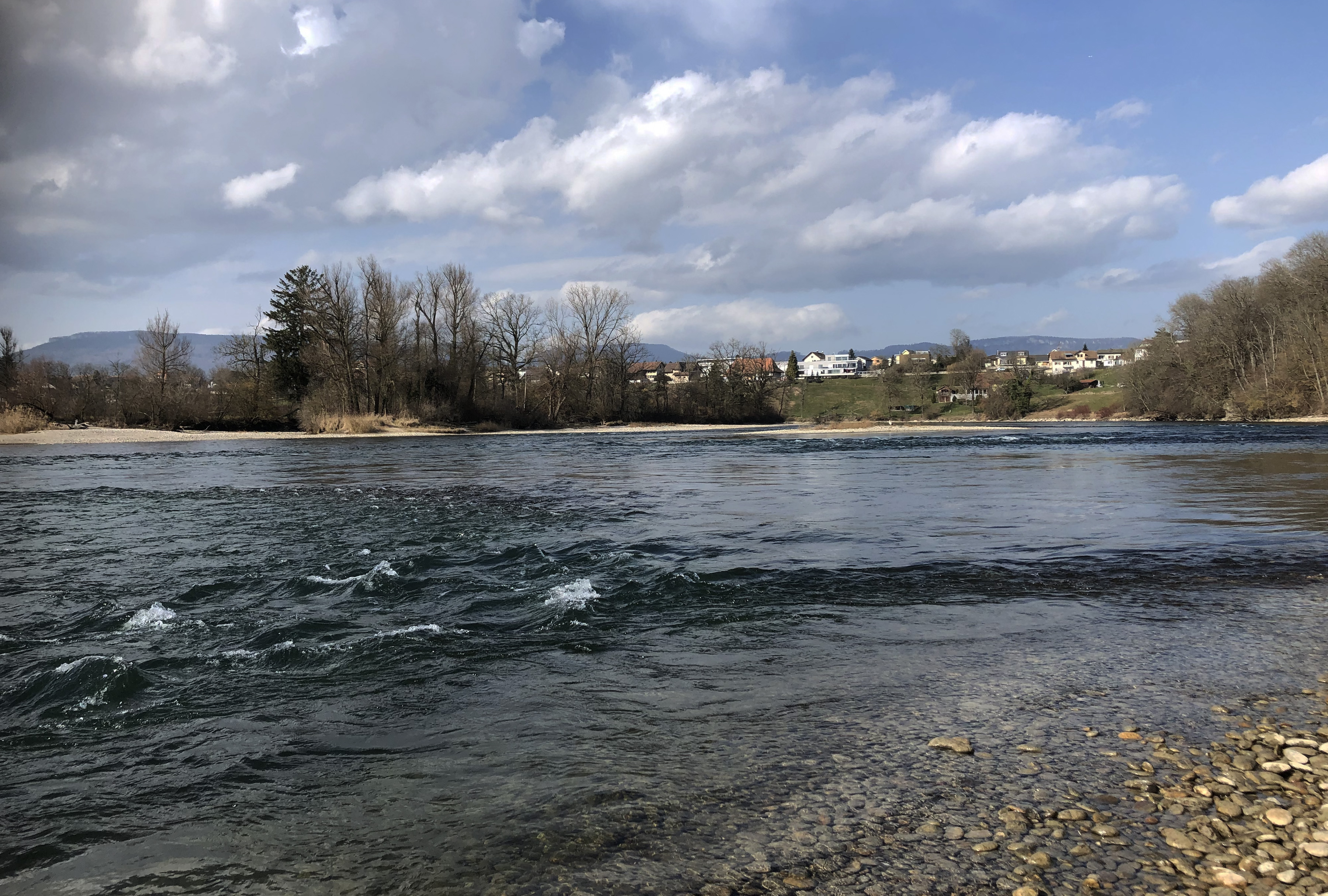
Stromschnelle und Kiesbänke bei tiefem Wasserstand

## Charakter der Landschaft
Das Gebiet ist eine der wenigen nicht durch Kraftwerkanlagen oder Verbauungen veränderten Flusslandschaften an der Aare im Mittelland. Beim Flussknie, einer auffälligen Stelle im Gewässerlauf, bildet die Aare eine starke Kurve nach rechts, wo sich die Fliessrichtung um mehr als 90 Grad verändert. Die Biegung wird mundartlich «Cheer» (von alemannisch cheere für hochdeutsch «wenden») und auch «Aarerank» genannt (mundartlich rank für hochdeutsch «Kurve»); davon kommt auch die Bezeichnung «Cheerächer» als Flurname für das Feld südöstlich dieser Stelle. Die Aare muss trotz ihrer Erosionskraft am Prallhang bei der Felswand des im Osten anstehenden Molassemassivs ausweichen und fliesst über eine Stromschnelle mit wechselnden Strudeln nach Süden. Der steile, bewaldete Felshang bei Wolfwil hat die Bezeichnung «Wandflue». Von der «Cheer» an abwärts fliesst die Aare auf der Flusssohle im Molassefelsen, der an einigen Stellen auch an den Uferhängen bei Wynau zu sehen ist, und teilweise auf Kalkablagerungen.
Oberhalb von Wynau liegt das Aaretal in mächtigen Schotterablagerungen, die während des Eiszeitalters im Vorfeld des Rhone-Aaregletschers südlich des Juras deponiert wurden. Die Aareniederung ist bis zu 30 Meter in die Sedimentschichten eingetieft. Im breiten Flussbett des Aareknies hat der Fluss Kiesbänke angeschwemmt, die bei Hochwasser ganz überflutet werden.
In der Kulturlandschaft am Aareknie befinden sich die historischen Ortskerne von Wolfwil und von Wynau. In Wolfwil stehen die alte Mühle und die 400-jährige Wallfahrtskirche Mariä Himmelfahrt. Die Reformierte Kirche Wynau ist als kleiner romanischer Saalbau mit mittelalterlichen Wandmalereien ein seltenes Baudenkmal im Mittelland und eines der ältesten Kirchengebäude im Kanton Bern. Sie gehört mit dem Pfarrhaus zu den Kulturgütern von nationaler Bedeutung.
Die Aarestrecke bei Wolfwil bildete früher für die Flussschifffahrt und die Flösserei eine schwierige Passage. 1881 ereignete sich bei Hochwasser ein schweres Bootsunglück in der oberen Stromschnelle bei der Schränne im Gebiet des heutigen Kraftwerks Wynau.

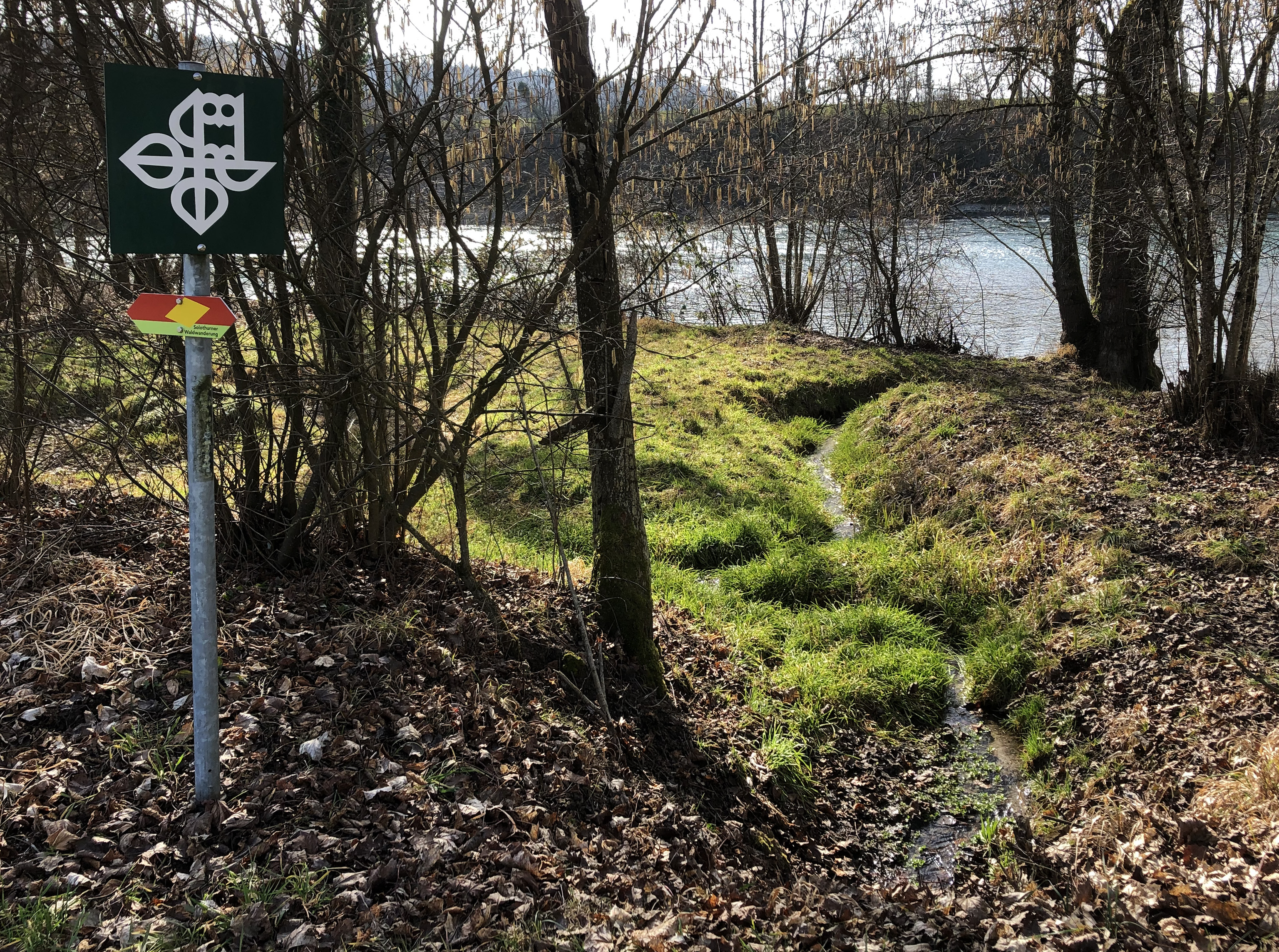
Naturschutzgebiet an der Aare

## Flora und Fauna
Die Gewässerlandschaft der «Cheer» mit der Stromschnelle und weiten Kiesbänken und auch der Auenwald an beiden Ufern bilden wertvolle, an der Aare sonst selten gewordene Lebensräume. Strömungsliebende Fischarten halten sich in den Flussarmen auf. Amphibien, Reptilien, Insekten und Vögel besiedeln die Feuchtgebiete, Felshänge und Wälder. Die Fläche Chli Aarli am linken Aareufer in einem ehemaligen Seitenarm des Flusses ist ein Amphibienlaichgebiet von nationaler Bedeutung. Sie steht seit 2001 unter Bundesschutz. Nur an dieser Stelle ist im Smaragdgebiet Oberaargau der sehr seltene Kammmolch noch nachgewiesen. Der Kanton Solothurn gestaltete das Feuchtgebiet mit Hilfe des Alpiq Ökofonds um 2021 in ein für Amphibien günstiges Biotop.
Auch der in der Schweiz stark gefährdete Eisvogel (Alcedo atthis) kommt im Landschaftsschutzgebiet am Aareknie vor. Die Weichholzauenwälder an der Aare werden oft überflutet.
Um den Geschiebetransport im Fluss, der seit den Kraftwerkbauten unterbrochen ist, wieder zu reaktivieren, liessen die Kantone Bern und Solothurn 2005 bei Deitingen und Aarwangen neue Kiesbänke aufschütten. Damit konnte sich die Flussdynamik auch im Gebiet Aareknie erneuern. Mit dem bei Hochwasser mitgeführten Material entstand unterhalb der Stromschnelle bei der bestehenden «Berner Insel» eine neue Kiesbank in der Aare. Damit fanden Kleintiere, Fische und Vögel neue Lebensräume und Laichgebiete.

## Gefährdung
Die Arbeitsgemeinschaft zum Schutz der Aare setzte sich während Jahrzehnten für den Schutz der Landschaft bei Wynau ein. Im 20. Jahrhundert bedrohten die Pläne für den Bau des Transhelvetischen Kanals das Flussgebiet.
Die Elektrizitätsgesellschaft Onyx plante eine Vergrösserung der Stromproduktion im Kraftwerk Wynau, indem das Gefälle im Gebiet des Aareknies mit einem drei Kilometer langen Unterwasserstollen genutzt würde. Damit würden die Stromschnellen und Feuchtgebiet weitgehend trockengelegt.

## Schutzziele
Gemäss dem Zweck des Bundesinventars der Landschaften und Naturdenkmäler von nationaler Bedeutung sind für das BLN-Gebiet 1319 Aareknie Wolfwil-Wynau mehrere Schutzziele definiert worden:
- Erhaltung des weitgehend unverbauten freifliessenden Aarelaufs mit seinen naturnahen Uferbereichen, Stromschnellen, Inseln sowie Sand- und Kiesbänken
- Erhaltung der Flussdynamik
- Erhaltung der natürlichen Sukzession und Entwicklung der Uferlebensräume und der Auen
- Erhaltung der wertvollen Feuchtbiotope
- Erhaltung der Wälder
- Schutz der Kirche von Wynau mit der umgebenden Gebäudegruppe